# Joe Mubare
Joe Mubare (anhörenⓘ; * 1947) ist ein deutscher Komponist und Musiker.

## Leben
Joe Mubare studierte in München und Los Angeles Psychologie und Politikwissenschaften. Anschließend begann er eine Ausbildung als Familientherapeut und übersetzte vereinzelt psychologische Fachbücher. Dank seiner umfangreichen musikalischen Ausbildung während seiner Jugendzeit, mit der er auch vereinzelt Kompositionswettbewerbe gewonnen hatte, schaffte er es professionell als Komponist für Film- und Fernsehen zu arbeiten. 
Nach seiner Rückkehr nach Deutschland Anfang der 1980er Jahre konzentrierte sich Mubare auf seine Musikkarriere und veröffentlichte 1984 mit Mubare sein erstes Album. Sein größter Erfolg wurde sein 1986 veröffentlichtes Album No Man's Land. Trotz Kritikerlob blieb der große kommerzielle Erfolg aus. Mubare, der bereits seit 1989 gemeinsam mit Mark Polscher das Plattenlabel yaya records betrieb, konzentrierte sich wieder auf die Filmkomposition. Von 1990 bis 2010 zeichnete er für die Musik von über 80 Film- und Fernsehproduktionen verantwortlich, darunter auch 14 Tatorte.

## Diskografie (Auswahl)
- Mubare (1984)
- No Man's Land (1985)
- Curare (1987)
- Private Scream (1989)
- Babylon – OST (1991)
- Japaner sind die besseren Liebhaber – OST (1995)

## Filmografie (Auswahl)
- 1990: Terra X
- 1991: Babylon
- 1992: Der Papagei
- 1993: Das Double
- 1994: Tatort – Der schwarze Engel
- 1995: Japaner sind die besseren Liebhaber
- 1995: Küß mich!
- 1995: Um die 30 (6-Teiler)
- 1995: Kinder der Nacht
- 1996: Tatort – Der kalte Tod
- 1996: Honigmond
- 1996: Der Neffe
- 1997: Kinderärztin Leah/Teil 1+2
- 1997: Tödliches Alibi
- 1998: Tatort – Engelchen flieg
- 1998: Kinderärztin Leah/Teil 3+4
- 1998: Auch Männer brauchen Liebe
- 1999: Am Anfang war der Seitensprung
- 1999: Preis der Unschuld
- 1999: Kinderärztin Leah/Teil 5+6
- 1999: Tatort – Bienzle und die blinde Wut
- 1999: Tatort – Die apokalyptischen Reiter
- 2000: Polizeiruf 110 – Verzeih mir
- 2000: Feindliche Schwestern
- 2000: Stan Becker – Ohne wenn und aber
- 2000: Liebst Du mich
- 2000: Tatort – Bienzle und das Doppelspiel
- 2000: Tatort – Die Frau im Zug
- 2001: Tatort – Gute Freunde
- 2001: Tatort – Bienzle und der Todesschrei
- 2001: Tatort – Eine unscheinbare Frau
- 2001: Am Anfang war die Eifersucht
- 2001: Es geht nicht immer nur um Sex
- 2001: Himmlische Helden
- 2001: Der kleine Mann
- 2002: Tatort – Bienzle und der Tod im Teig
- 2002: Polizeiruf 110 – Kopf in der Schlinge
- 2003: Affäre zu dritt
- 2003: Yamuna
- 2003: Paradies in den Bergen
- 2003: Tatort – Bienzle und der steinerne Gast
- 2003: Der verlorene Sohn
- 2003: Polizeiruf 110 – Barbarossas Rache
- 2003: Novaks Ultimatum
- 2004: Ein Baby zum Verlieben
- 2004: Tatort – Bienzle und der Sizilianer
- 2004: In Liebe eine Eins
- 2004: Polizeiruf 110 – Vollgas
- 2005: Bettgeflüster & Babyglück
- 2005: Grenzverkehr
- 2005: Tatort – Bienzle und sein schwerster Fall
- 2006: Tatort – Kunstfehler
- 2006: Schöne Aussicht
- 2007: Tatort – Bienzle und die große Liebe
- 2008: Fünf Tage Vollmond
- 2009: Schicksalstage in Bangkok
- 2010: Haltet die Welt an
- 2010: Schatten der Erinnerung
- 2010: Nur der Berg kennt die Wahrheit
- 2010: Wie ein Stern am Himmel